# Molophilus barretti
Molophilus barretti là một loài ruồi trong họ Limoniidae. Chúng phân bố ở miền Australasia.